# جیمز پرچ
جیمز پرچ (انگلیسی: James Perch؛ زادهٔ ۲۸ سپتامبر ۱۹۸۵) یک بازیکن فوتبال اهل بریتانیا است.